# 八上村 (兵庫県)
八上村（やかみむら）は、兵庫県多紀郡にあった村。現在の丹波篠山市中心部の南東一帯、篠山川の左岸、国道372号の沿線にあたる。

## 地理
- 山岳：火打ヶ嶽、高城山
- 河川：篠山川、尾根川

## 歴史
- 1889年（明治22年）4月1日 - 町村制の施行により、糯ヶ坪村・池上村・小多田村・西八上村・松ノ木村・善左衛門村・八上下村・奥谷村・八上内村および沢田村・和田村の各飛地の区域をもって発足。
- 1955年（昭和30年）4月20日 - 篠山町・畑村・城北村・岡野村と合併し、改めて篠山町が発足。同日八上村廃止。

## 交通

### 鉄道路線
- 日本国有鉄道
  - 篠山線：村域内を通過しているが、駅は存在しなかった。最寄り駅は篠山駅、八上駅。